# Acanthoscelides hopkinsi
Acanthoscelides hopkinsi là một loài bọ cánh cứng trong họ Bruchidae. Loài này được Kingsolver miêu tả khoa học năm 1985.